# Бережки (Ровненская область)
Бережки́ (укр. Бережки) — село, центр Бережковского сельского совета Дубровицкого района Ровненской области Украины.
Население по переписи 2001 года составляло 1653 человека. Почтовый индекс — 34160. Телефонный код — 3658. Код КОАТУУ — 5621880401.

## Местный совет
34160, Ровненская обл., Дубровицкий р-н, с. Бережки, ул. Михаила Коеты, 64/1.